# 董景安

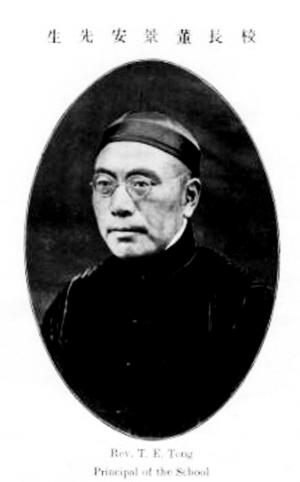

董景安（Tong Tsing-en，1875年—1944年）名翰谱，一名正鹄，字景安，号新三，曾用名鑫山，以字行。浙江鄞县人。清朝末年秀才，沪江大学第一位中国籍教授，中国近代扫盲事业的先驱者。

## 生平

### 早年生涯
董景安生于浙江鄞县的一个书香门第，8岁时，在父母的要求下，董景安入美北浸礼会牧师高雪山（Josiah Ripley Goddard，1840年－1913年）在宁波创办的小学学习，因受高雪山妻子的喜爱，进而随其学英语。14岁时，董景安皈依基督教。18岁时，董景安毕业并留校，当教员五年。此后，转入浙江瑞安养正学校（Yimen Yangzheng）任教。
1901年，魏馥兰（Francis Johnstone White ，1870年－1959年）来到宁波，创办了浸会中学（后为四明中学），董景安被任命为该校副校长，从1901年任至1904年，同时还任英语教师。董景安利用业余时间调查了当地的经济、历史状况，结识了许多当地学者。董景安还参加了科举考试，中秀才，成为当时浸会华人信徒中少有的有功名者。1904年至1906年，魏馥兰被派到绍兴神学院，董景安应邀随同前往。1906年，董景安随魏馥兰到上海，在上海直到1919年离开。

### 沪江生涯
1906年，董景安随美国人魏馥兰到上海，和万应远等人共同创办上海浸会神学院（沪江大学的前身之一）。1906年夏，上海浸会神学院董事会决定聘董景安任神学院讲师。神学院起先位于今四川北路，教师仅有万应远、魏馥兰两个传教士及董景安、潘子放两位华人教师，董景安主要教授为时三年的汉语课程。
1910年1月，学校董事会会议建议修改章程，以使华人可被选为教授，从而使学校更加适应在华办学。该建议获得了美国本部的批准，董景安遂于1911年初当选为该校首位华人教授。同年，董景安、诚静怡、张廷荣等五名中方代表出席了在爱丁堡举行的世界宣教会议。董景安应邀作大会发言，呼吁深入了解孔子学说。因为他五位中方代表中唯一穿中国传统服装者，故在会场十分引人注目，他甚至被爱丁堡大学授予名誉博士学位。受浸信会指派，在归国途中，董景安先后到德国、比利时、法国、俄罗斯、美国参观教育及宗教体系。 1918年，中国东南五省教育协会在上海开会，董景安被推为协会副主席。
1911年，上海浸会神学院与浸会大学堂合并，成立上海浸会大学，魏馥兰任校长，董景安仍在该校教国文。1914年，浸会大学中文校名定为“沪江大学”。沪江大学校长原来仅有一名司库为助手，1915年起增设一名华人副校长，董景安成为首位华人副校长，任至1919年离校赴大同编译社就职。在1916年至1917年魏馥兰回美国期间，董景安还曾代理校长。
1919年，董景安以自己“学历和沪江大学已经达到的水平不相适应”为由，谢绝了魏馥兰的挽留，辞职离开沪江大学。沪江大学全体学生闻讯，在教堂竖立了一块匾额，表达对董景安的敬意。在董景安离开后的1922年，沪江大学国文科被裁撤。
离开沪江大学后，董景安创办了大同编译社。但是直到1935年，他仍是沪江大学董事会成员之一。

### 扫盲教育
中华民国初年，有识之士掀起了一场“除文盲、作新民”的扫盲运动。董景安成为这场运动的关键人物，被视为中华民国初年“最初尝试”扫盲教育者。他所编的《六百字编通俗教育识字课本》被赞为中华民国初年扫盲教材中“唯一引人注目的例外”。
董景安任教于沪江大学期间，便曾编辑数十种宗教书籍。自离开沪江大学之后，董景安创办了大同编译社，并曾当选上海图书出版商联盟主席。在沪江大学期间，董景安便关注文盲群体，曾利用学校青年会等机构对失学民众进行系统的扫盲教育。他说：“教育是国之基础。在采用共和政体的国家中，这一点尤其重要。共和国和传教团体已经为孩子们尽量开办各级学堂。但我仍将非常遗憾地指出：很少有人想到为成长中的、早已失去学习机会的底层民众创办学校。”
董景安深感文言文晦涩难懂，所以“特用省字新法，选最浅要六百字，编成通俗教育教科书”，此即《六百字编通俗教育识字课本》。董景安还在1912年8月的《教务杂志》上发出公开信，宣布自己计划编纂的教材“均用六百字写成”、“适合底层民众一年学习的课程”共有9册，包括：《六百个初级汉字》、《卫生阅读》、《人与人之间的关系》、《国家》、《道德》、《自然地理学》、《农业和机械》、《改革习俗》、《写信》。他还致信传教士和老师，提出教育民众的建议。
至1914年，该套教材完成了8册，“首编系识字课本，继以读本七种，亦仍用此六百字编之，内分卫生、伦理、修身、正俗、爱国、地文、信函各类，每种二十七课，七个月即可卒业”。该套教材由商务印书馆陆续出版，上海美华书局出售，获得各界欢迎。金陵大学青年会称，该教材的教学效果很好。董景安称，到1912年底，已有47所学校使用该套教材，947名学生受教。中华民国江西省教育局局长也表态支持，并订购了大批图书。盐城也订购了1000册图书，因为当地新开了40家学校。学者王治心统计，1916年，全中国有200多所学校使用该套教材。据董景安统计，1912年6月至1916年5月，有遍布中国17个省、最远到菲律宾的300多所学校使用该套教材。晏阳初在通读该套教材后称：“董景安的《六百字编》已塑造了学习中文的佳径。”
1912年底，在出版发行《六百字编》同时，董景安在致《教务杂志》编辑的信中，谈到了自己设想的一个配套计划，即用700个简单汉字发行一份中国报纸，每10天出版一期，每期8页，订阅费为每年34期50美分。该报纸有10个版块，包括“社论、国事、国际重要新闻、卫生、科学事实、精神帮助、工业、宗教、故事、五花八门”。但该计划因董景安赴舟山任定海公学（今舟山中学）首任校长而未付诸实施。

### 定海公学首任校长
刘鸿生、刘宝余等舟山籍旅沪人士邀请董景安任定海公学首任校长，47岁的董景安同意，并于1921年初夏来到舟山就任。上任后，董景安制订了《定海公学简章》，拟定了校训及课程设置，发布了招生简章。1921年10月，新校舍主体竣工，舟山城内小教场定海公学筹备处、宁波江北岸青年会、镇海同时举行了学生报名入学及分班测验。1922年初，定海公学正式开学。一年之后，该校各方面步入正轨，很快成了浙东最好的私立学校。
1927年底，董景安提出辞职，并推荐沪江大学1920届毕业生、原杭州惠兰中学教务部主任方同源接任校长。定海公学学生提出为董景安立碑，并请董景安题词留作纪念。该提议迅速获得全校师生同意，并获董景安接受，董景安书写了行楷体“博爱”二字。1928年1月1日，“博爱”碑在定海公学校园内竖立，碑宽0.66米，高1.6米（不含基座），正面为董景安手书的“博爱”，背面为《校长董景安先生离校纪念》碑文。 董景安于1928年正式去职。

### 晚年
1928年起，董景安专门从事教会工作，长期任中华全国国内布道会总干事，兼任中华浸会社总干事、上海北浸礼会教堂荣誉牧师等职务，任职达15年，直至退休。其间，他曾任宁波同乡会理事、四明公所理事等职务，并参股商务印书馆成为董事，还曾独自钻研并开发了霓虹灯制造技术，创办了中国第一家东方霓虹灯制造厂。1943年，董景安因病辞去牧师等职务，次年农历大年初一，董景安在上海病逝。

## 家庭
1919年，董景安之妻袁佩吴（Yuan Peiwu）病逝。1920年，董景安与邬孝义结婚。1941年，邬孝义病逝。
董景安的14名子女中，有5名具有沪江大学背景：董承琅（1899年－1992年）1918年毕业于沪江大学，董承玙是沪江大学1920届毕业生，董承琨、董燕云、董莲云也曾先在沪江大学学习。